# NovaPDF
novaPDF是一種由Softland公司開發的PDF印表機，並在Microsoft Windows系統上運行。這個軟體可以建立PDF檔，只要是支援列印的檔案都可以建立。這軟體有發行三個版本：輕量版、標準版以及專業版。該軟體以共享軟體作為發行，若是評估版（沒有時間限制）的話，將會在PDF檔的生成的同時自動產生一個浮水印。此軟體相容於Windows 8/7/2000/XP/2003 Server/2008 Server/Vista，而且不需要GhostScript或是.NET來生成PDF檔。

## 軟體運行
novaPDF以虛擬印表機的形式安裝，因此該軟體轉換成PDF檔的方式，是以列印的方式直接生成PDF目的檔。該軟體只允許轉換成PDF檔案，不提供PDF檔轉換成其他檔案類型。
novaPDF可以透過ActiveX/COM編成介面取得novaPDF SDK。這意味著，該軟體可以使用C#，Delphi，Visual Basic，.NET，VBA（JScript，VBScript）以上軟體的編成，而因此，PDF可增加到那些軟體的能力。

## 運行需求
支援的作業系統:
- Windows XP SP2 - 32 bit and 64 bit
- Windows Server 2003 - 32 bit and 64 bit
- Windows Vista - 32 bit and 64 bit
- Windows Server 2008 - 32 bit and 64 bit
- Windows 7 - 32 bit and 64 bit
- Windows 8 - 32 bit and 64 bit

## 外部連結
- novaPDF official website（页面存档备份，存于）
- novaPDF official forum（页面存档备份，存于）

1. ↑  .   [2021-10-25]. （原始内容存档于2021-10-25）.